# Hoogovenstoernooi 1987
Het Hoogovenstoernooi 1987 was een schaaktoernooi dat plaatsvond in het Nederlandse Wijk aan Zee. Het werd gewonnen door Viktor Kortsjnoj en Nigel Short.

## Eindstand
| Nr.   | Speler               | Punten |
| ----- | -------------------- | ------ |
| Goud  | Viktor Kortsjnoj     | 9½     |
| Goud  | Nigel Short          | 9½     |
| Brons | Ulf Andersson        | 8      |
| 4     | Jesús Nogueiras      | 7½     |
| 5     | Alonso Zapata        | 7      |
| 5     | Anthony Miles        | 7      |
| 7     | Gennadi Sosonko      | 6½     |
| 7     | Ljubomir Ljubojević  | 6½     |
| 7     | Paul van der Sterren | 6½     |
| 10    | Helgi Olafsson       | 6      |
| 11    | John van der Wiel    | 5½     |
| 12    | Glenn Flear          | 4½     |
| 12    | Krunoslav Hulak      | 4½     |
| 14    | Lev Gutman           | 2½     |